# Alpes d'Ybbstal
Les Alpes d'Ybbstal sont un massif des Préalpes orientales septentrionales. Il s'élève en Autriche (limite entre le Land de Styrie, la Haute-Autriche et la Basse-Autriche).
Le Hochstadl est le point culminant du massif.

## Géographie

### Situation
Le massif est entouré par les Alpes de Türnitz à l'est, le massif du Hochschwab au sud, les Alpes d'Ennstal au sud-ouest et les Préalpes de Haute-Autriche à l'ouest.
Il est bordé par l'Enns au sud-ouest. Il est également traversé par l'Ybbs.
Il est constitué des chaînons de Kraüterin, Göstling, Königsberg, Eisenwurzen, Tormäuer.

### Sommets principaux
- Hochstadl, 1 919 m
- Ötscher, 1 893 m
- Dürrenstein, 1 878 m
- Hochkar, 1 808 m
- Gamsstein, 1 774 m
- Stumpfmauer, 1 769 m
- Ringkogel, 1 669 m

## Géologie
La partie méridionale du massif est constituée de roches carbonées du Trias de la nappe des Alpes orientales. La partie septentrionale est constituée de flysch et de grès ainsi que de marne des nappes helvétique et de lœss de l'Avant-Pays alpin.

## Climat

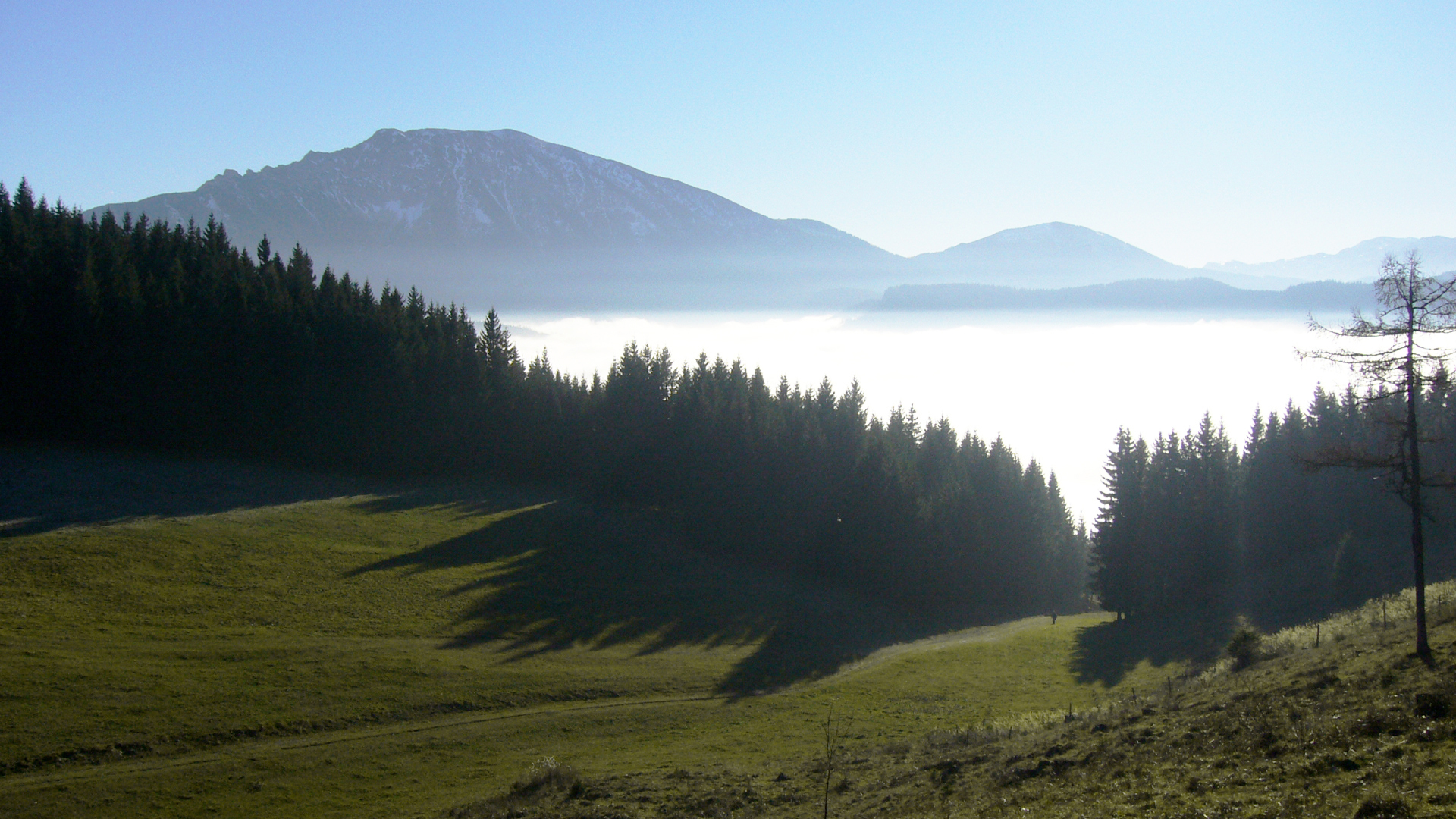
Vue sur le Ötscher, au-dessus du brouillard

Le climat est caractérisé par une influence océanique, avec plus de 150 jours de précipitations par an, un automne ensoleillé et des hivers riches en neige. Les températures varient peu la journée tout au long de l'année.

## Activités

### Stations de sports d'hiver
- Gaming
- Göstling an der Ybbs
- Mitterbach am Erlaufsee

### Environnement
Le massif abrite le parc naturel d'Ötscher-Tormäuer, la réserve naturelle de Wildalpener Salzatal et le parc naturel d'Eisenwurzen.